# Schiffstammdivision

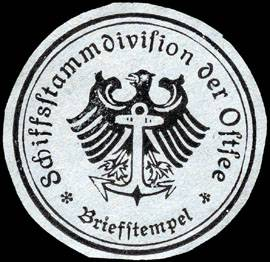
Briefstempel der Schiffsstammdivision der Ostsee

Eine Schiffstammdivision war eine Ausbildungsstätte der Reichsmarine.

## Geschichte
1920 erging die Ermächtigung an die beiden Marinestationen, sogenannte Schiffstammdivisionen (auch Schiffsstammdivisionen) als selbstständige Marineteile an Land einzurichten, welche die Aufgabe hatten, den Offiziersnachwuchs auszubilden. Die Divisionen erhielten unterschiedliche Kompanien, später Abteilungen. Die Unterstellung erfolgte unter den jeweiligen Befehlshaber der Landstreitkräfte.
Die Schiffstammdivision der Ostsee (S.D.O.) in Kiel wurde für die Marinestation der Ostsee aus der ehemaligen I. Matrosendivision, der I. Werftdivision, der I. Torpedodivision, der Unterseeboots-Division und der I. Seeflieger-Abteilung gebildet. Die II. Abteilung war in Stralsund stationiert. Im Februar 1934 wurde die Schiffstammdivision der Ostsee zum II. Admiral der Ostsee ernannt.
Für die Marinestation der Nordsee wurden die ehemalige II. Matrosendivision, die II. Werftdivision, die II. Torpedodivision, die Minenabteilung, die Marine-Luftschiffabteilung, die Marine-Landfliegerabteilung und die II. Seeflieger-Abteilung zur Bildung der Schiffstammdivision der Nordsee (S.D.N.) in Wilhelmshaven herangezogen. Die Schiffstammdivision der Nordsee wurde mit dem 31. März 1935 aufgelöst und der Stab kam zum II. Admiral der Nordsee.

## Kommandeure (Auswahl)

### Schiffstammdivision der Nordsee (1920–1935)
- Korvettenkapitän Wilhelm Rümann: von September 1920 bis März 1923
- Kapitän zur See Friedrich Lützow: von Mai 1925 bis September 1927
- Fregattenkapitän/Kapitän zur See Leo Riedel: von September 1928 bis März 1930
- Fregattenkapitän/Kapitän zur See Hugo Schmidt: von Oktober 1930 bis September 1932

### Schiffstammdivision der Ostsee (1920–1934)
- Fregattenkapitän Wilhelm von Haxthausen: März 1920
- Kapitän zur See Fritz Sachße: von Oktober 1920 bis März 1921
- Fregattenkapitän/Kapitän zur See Wilfried von Loewenfeld: von März 1921 bis Juli 1922
- Kapitän zur See Ludwig Kaulhausen: 1922
- Kapitän zur See Arthur Rochlitz: 1926
- Fregattenkapitän/Kapitän zur See Karl Coupette: von 1931 bis 1934

## Bekannte Personen (Auswahl)
- Helmuth Kienast: von 1919 bis 1921 Kompanieführer bei der S.D.N.
- Hans Bütow: 1920/1921 bei der S.D.N.
- Erich Förste: Oktober 1921 bis Juni 1922 bei der II. Abteilung der S.D.O.
- Wolff-Ehrenreich von Arnswaldt: 1922 bei der S.D.N.
- Thilo von Seebach: von Februar 1922 bis September 1925 Kompanieführer bei der S.D.N.
- Ernst Wolf: von April 1922 bis September 1922 Kompanieführer bei der S.D.N.
- Hans Geisler: von September 1922 bis März 1925 Kompanieführer bei der S.D.O.
- Otto Fricke: 1924 Kompanieführer bei der S.D.O.
- Hermann von Fischel: 1924/1925 Abteilungskommandeur bei der S.D.O.
- Werner Lindenau: von September 1925 bis Juni 1926 Kompanieführer bei der S.D.N.
- Otto von Schrader: von September 1925 bis April 1928 Abteilungskommandeur bei der S.D.N.
- Werner Hartmann: von April 1926 bis Oktober 1927 Zugoffizier beim S.D.O.
- Johannes Sontag: von 1926 bis 1929 Divisionsarzt der S.D.N.
- Alexander Michels: 1931/1932 Abteilungskommandeur bei der S.D.O.

## Bekannte Teilnehmer der Infanteriegrundausbildung (Auswahl)

### Teilnehmer der Infanteriegrundausbildung bei der S.D.N.
- Fritz Hintze: 1920

### Teilnehmer der Infanteriegrundausbildung bei der S.D.O.
- Viktor Schütze: 1925
- Kurt Freiwald: 1928
- Fritz Frauenheim: 1930
- Hermann Lüdke: 1930
- Günther Prien: 1933
- Wilhelm Schulz: 1933
- Kurt Diggins: 1934
- Helmut Witte: 1934